# Alejandro Muñiz Ruiz
Alejandro Muñiz Ruiz (Pontevedra, Galícia, 24 de maig de 1991) és un àrbitre de futbol gallec. Pertany al Comitè d'Àrbitres de Galícia.

## Temporades
| Categoria          | País    | Anys              | Partits |
| ------------------ | ------- | ----------------- | ------- |
| Segona Divisió "B" | Espanya | 2014 - 2019       | 68      |
| Segona Divisió     | Espanya | 2019 - 2021       | 41      |
| Primera Divisió    | Espanya | 2021 - Actualitat | 2       |

## Premis
- Trofeu Vicente Acebedo (1): 2021
- Trofeu Guruceta (1): 2020